# Hebbronville
Hebbronville és una concentració de població designada pel cens dels Estats Units a l'estat de Texas. Segons el cens del 2000 tenia 4.498 habitants.

## Demografia
Segons el cens del 2000, Hebbronville tenia 4.498 habitants, 1.554 habitatges, i 1.165 famílies. La densitat de població era de 294,9 habitants per km².
Dels 1.554 habitatges en un 38,1% hi vivien nens de menys de 18 anys, en un 54,6% hi vivien parelles casades, en un 15,2% dones solteres, i en un 25% no eren unitats familiars. En el 23,4% dels habitatges hi vivien persones soles el 12,9% de les quals corresponia a persones de 65 anys o més que vivien soles. El nombre mitjà de persones vivint en cada habitatge era de 2,87 i el nombre mitjà de persones que vivien en cada família era de 3,41.
Per edats la població es repartia de la següent manera: un 31,1% tenia menys de 18 anys, un 8,1% entre 18 i 24, un 24,2% entre 25 i 44, un 21,1% de 45 a 60 i un 15,5% 65 anys o més.
L'edat mediana era de 34 anys. Per cada 100 dones de 18 o més anys hi havia 90,4 homes.
La renda mediana per habitatge era de 24.558 $ i la renda mediana per família de 29.358 $. Els homes tenien una renda mediana de 27.042 $ mentre que les dones 17.772 $. La renda per capita de la població era de 12.271 $. Aproximadament el 25,2% de les famílies i el 25,9% de la població estaven per davall del llindar de pobresa.

## Poblacions més properes
El següent diagrama mostra les poblacions més properes.